# ألفية الأرجل الإفريقية الكبيرة
ألفية الأرجل الأفريقية الكبيرة (Archispirostreptus gigas) هي واحدة من أكبر الديدان والتي يصل طولها إلى 38.5 سم وألتي لها 265 رجل، تنتشر هذه الألفية في الأراضي المنخفضة في شرق أفريقيا في موزمبيق وكينيا وتتواجد في الغابات وعلى جذوع الأشجار والأعشاب. عادة ما تكون باللون الأسود وتعيش حوالي 5 إلى 7 سنوات.